# سانتانا غاريت
سانتانا غاريت (بالإنجليزية: Santana Garrett) هي مديرة (مصارعة محترفة) وعارضة أمريكية، ولدت في 22 مايو 1988 في أوكالا في الولايات المتحدة.

## روابط خارجية
- سانتانا غاريت على موقع دبليو دبليو إي (الإنجليزية)
- سانتانا غاريت على موقع WrestlingData.com (الإنجليزية)
- سانتانا غاريت على موقع CageMatch worker (الإنجليزية)
- سانتانا غاريت على موقع قاعدة بيانات المصارعة على الإنترنت (الإنجليزية)
- سانتانا غاريت على موقع عالم المصارعة على الإنترنت (الإنجليزية)
- سانتانا غاريت على موقع عالم المصارعة على الإنترنت (الإنجليزية)